# باب دي
باب دي هو لاعب هوكي الجليد كندي، ولد في 13 مايو 1898 في هاميلتون في كندا، وتوفي في 3 يناير 1962 في شيكاغو في الولايات المتحدة.

## وصلات خارجية
- باب دي على موقعبيزبول رفرنس.كوم (الدوري الثانوي) (الإنجليزية)
- باب دي على موقع دوري الهوكي الوطني (الإنجليزية)
- باب دي على موقع EliteProspects.com (الإنجليزية)
- باب دي على موقع HockeyDB.com (الإنجليزية)
- باب دي على موقع Hockey-Reference.com (الإنجليزية)